# Монче
Монче (пол. Mącze, нім. Montzen) — село в Польщі, у гміні Елк Елцького повіту Вармінсько-Мазурського воєводства.
Населення — 45 осіб (2011).
У 1975-1998 роках село належало до Сувальського воєводства.

## Демографія
Демографічна структура станом на 31 березня 2011 року:
|          | Загалом | Допрацездатний вік | Працездатний вік | Постпрацездатний вік |
| -------- | ------- | ------------------ | ---------------- | -------------------- |
| Чоловіки | 17      | 5                  | 8                | 4                    |
| Жінки    | 28      | 6                  | 13               | 9                    |
| Разом    | 45      | 11                 | 21               | 13                   |